# Tarasiwka (hromada Uzyn)
Tarasiwka (ukr. Тарасівка) – wieś na Ukrainie, w obwodzie kijowskim, w rejonie białocerkiewskim, w hromadzie Uzyn. W 2001 liczyła 814 mieszkańców.